# Piotr Fiedotow
Piotr Wasiljewicz Fiedotow (ros. Пётр Васильевич Федотов, ur. 5 grudnia?/18 grudnia 1900 w Petersburgu, zm. 19 września 1963 w Moskwie) – radziecki funkcjonariusz organów bezpieczeństwa, wywiadu i kontrwywiadu OGPU/Głównego Zarządu Bezpieczeństwa Państwowego/NKWD/MGB/KI/MWD. Między innymi długoletni szef kontrwywiadu, czyli szef Drugiego Zarządu Ludowego Komisariatu Bezpieczeństwa Państwowego, Pierwszego Zarządu Głównego Ministerstwa Spraw Wewnętrznych, i Drugiego Zarządu Głównego Komitetu Bezpieczeństwa Państwowego przy Radzie Ministrów ZSRR, generał porucznik.

## Życiorys
Służbę w organach bezpieczeństwa rozpoczął pod koniec lat 20. w Zjednoczonym Państwowym Zarządzie Politycznym OGPU. Po reorganizacji aparatu OGPU i przyłączeniu go do Ludowego Komisariatu Spraw Wewnętrznych jako Głównego Zarządu Bezpieczeństwa Państwowego stanął na czele Wydziału 2 (Tajno-Polityczny – SPO) Głównego Zarządu Bezpieczeństwa Państwowego.
W 1940 roku brał udział w wymordowaniu polskich jeńców wojennych i więźniów, którzy dostali się do niewoli po inwazji Armii Czerwonej na Polskę 17 września 1939 roku. (zob. zbrodnia katyńska).
Po utworzeniu Ludowego Komisariatu Bezpieczeństwa Państwowego stanął na czele jego kontrwywiadu, następnie w 1946 roku, po utworzeniu Ministerstwa Bezpieczeństwa Państwowego MGB, pozostał na stanowisku szefa kontrwywiadu, czyli II Zarządu Głównego Ministerstwa Bezpieczeństwa Państwowego ZSRR. We wrześniu 1946 roku stanął na czele I Zarządu Głównego, wywiadu zagranicznego, funkcję sprawował do końca maja 1947 roku. W 1947 roku po przejęciu obowiązków wywiadu zagranicznego przez nowo utworzony Komitet Informacji, został zastępcą przewodniczącego KI Wiaczesława Mołotowa, nadal kierując wywiadem zagranicznym. W 1949 roku po odejściu Mołotowa ze stanowiska przewodniczącego KI i zastąpieniu go przez Andrieja Wyszynskiego, Fiedotow na krótko został jego zastępcą, parę miesięcy później zastąpił go Siergiej Sawczenko. Od lutego 1952 do 195 roku pozostawał w rezerwie MGB, następnie po likwidacji Ministerstwa Bezpieczeństwa Państwowego został przeniesiony do Ministerstwa Spraw Wewnętrznych, gdzie był członkiem kolegium. Następnie na początku marca 1953 r. powrócił do kontrwywiadu, gdzie 12 marca 1953 roku został szefem I Zarządu Głównego Ministerstwa Spraw Wewnętrznych odpowiedzialnego za kontrwywiad, stał na jego czele aż do utworzenia Komitetu Bezpieczeństwa Państwowego (KGB) i przejęcia przez niego wywiadu oraz kontrwywiadu. W marcu po przejściu do KGB stanął na czele II Zarządu Głównego (kontrwywiad), którym kierował do kwietnia 1956 roku. Następnie został zastępcą szefa jednego z zarządów w wyższej szkole KGB, gdzie pracował aż do odejścia na emeryturę w 1959 roku.

## Odznaczenia
- Order Lenina (dwukrotnie – 20 września 1943 i 21 lutego 1945)
- Order Czerwonego Sztandaru (trzykrotnie – 29 kwietnia 1939, 3 listopada 1944 i 16 września 1945)
- Order Kutuzowa I klasy (24 lutego 1945)
- Order Czerwonej Gwiazdy (dwukrotnie, m.in. 11 lipca 1937)
- Order „Znak Honoru” (26 kwietnia 1940)
- Medal „Za obronę Moskwy”
- Medal „Za obronę Kaukazu”
- Medal „Za zwycięstwo nad Niemcami w Wielkiej Wojnie Ojczyźnianej 1941–1945”
- Medal jubileuszowy „XX lat Robotniczo-Chłopskiej Armii Czerwonej”
- Medal jubileuszowy „30 lat Armii Radzieckiej i Floty”
- Medal jubileuszowy „40 lat Sił Zbrojnych ZSRR”
- Odznaka „Honorowego Funkcjonariusza Bezpieczeństwa"